# Bombardier TWINDEXX Swiss Express
I Bombardier TWINDEXX Swiss Express, classificati dalle Ferrovie Federali Svizzere come RABDe 502 e RABe 502, sono una serie di elettrotreni prodotti da Bombardier Transportation destinati al trasporto passeggeri a lunga percorrenza.

## Storia
In aprile 2009 le Ferrovie Federali Svizzere hanno indetto un bando per la fornitura di treni in grado di raggiungere 200 km/h e di aumentare l'offerta di posti a fronte di un aumento della domanda. Il bando, a cui parteciparono Bombardier Transportation Switzerland, Stadler Rail e Siemens, fu vinto dall'azienda canadese a cui le FFS assegnarono un contratto da 1,86 miliardi di franchi per la fornitura di 59 treni; il contratto prevedeva l'opzione per l'acquisto di ulteriori 100 convogli.
L'ingresso in servizio dei nuovi convogli era previsto tra il 2012 e il 2013 ma venne ritardato di due anni a causa di problemi di resistenza a fatica rilevati sulla scocca e della ridotta accessibilità del treno da parte di passeggeri disabili, che richiese l'intervento di un tribunale svizzero che impose a Bombardier di rivedere il layout della vettura adiacente al ristorante, mettendo a disposizione un nuovo scompartimento e una toilette accessibili ai portatori di handicap.

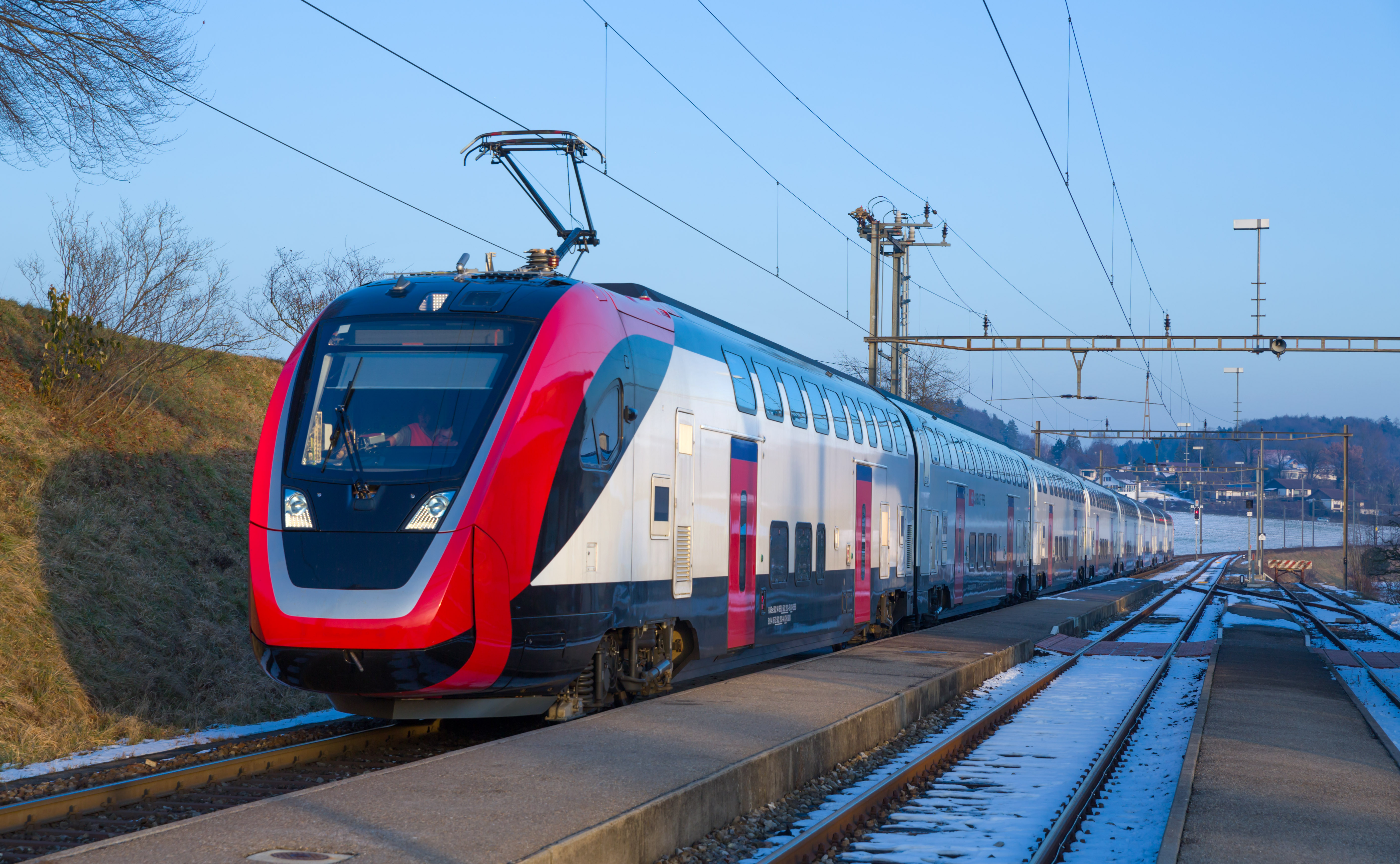
RABe 502 203 in prova a Ossingen

A causa delle numerose modifiche che Bombardier ha dovuto apportare al progetto originale il costruttore chiese a FFS un ulteriore pagamento di 326 milioni di franchi. Per chiudere il contenzioso, nel novembre 2014, Bombardier offrì 3 convogli aggiuntivi a FFS, e annunciò che i RABDe 502 sarebbero stati pronti per l'immissione in servizio al cambio orario di dicembre 2017. A novembre 2017 le FFS annunciarono che i nuovi treni non sarebbero entrati in servizio regolare prima del cambio orario del dicembre 2018 per consentire la conclusione di tutte le prove necessarie.
A novembre 2017 l'Ufficio Federale dei Trasporti autorizzò in via provvisoria il servizio passeggeri di 2 IC200, 2 IR200 e 2 IR100 per valutare come i treni si fossero inseriti nel sistema ferroviario svizzero. I primi sei convogli entrarono in servizio il 26 febbraio 2018 sui servizi InterRegio Berna-Zurigo e RegioExpress Zurigo-Coira; il 9 dicembre 2018 entrarono il servizio regolare su Berna, Zurigo, Coira, San Gallo, Ginevra e Basilea ma mostrarono da subito gravi problemi di affidabilità all'elettronica che potevano essere risolti solamente riavviando l'intero treno: dal momento che l'operazione richiede più di mezz'ora, per non gravare sulla circolazione i treni venivano soppressi.

## Caratteristiche

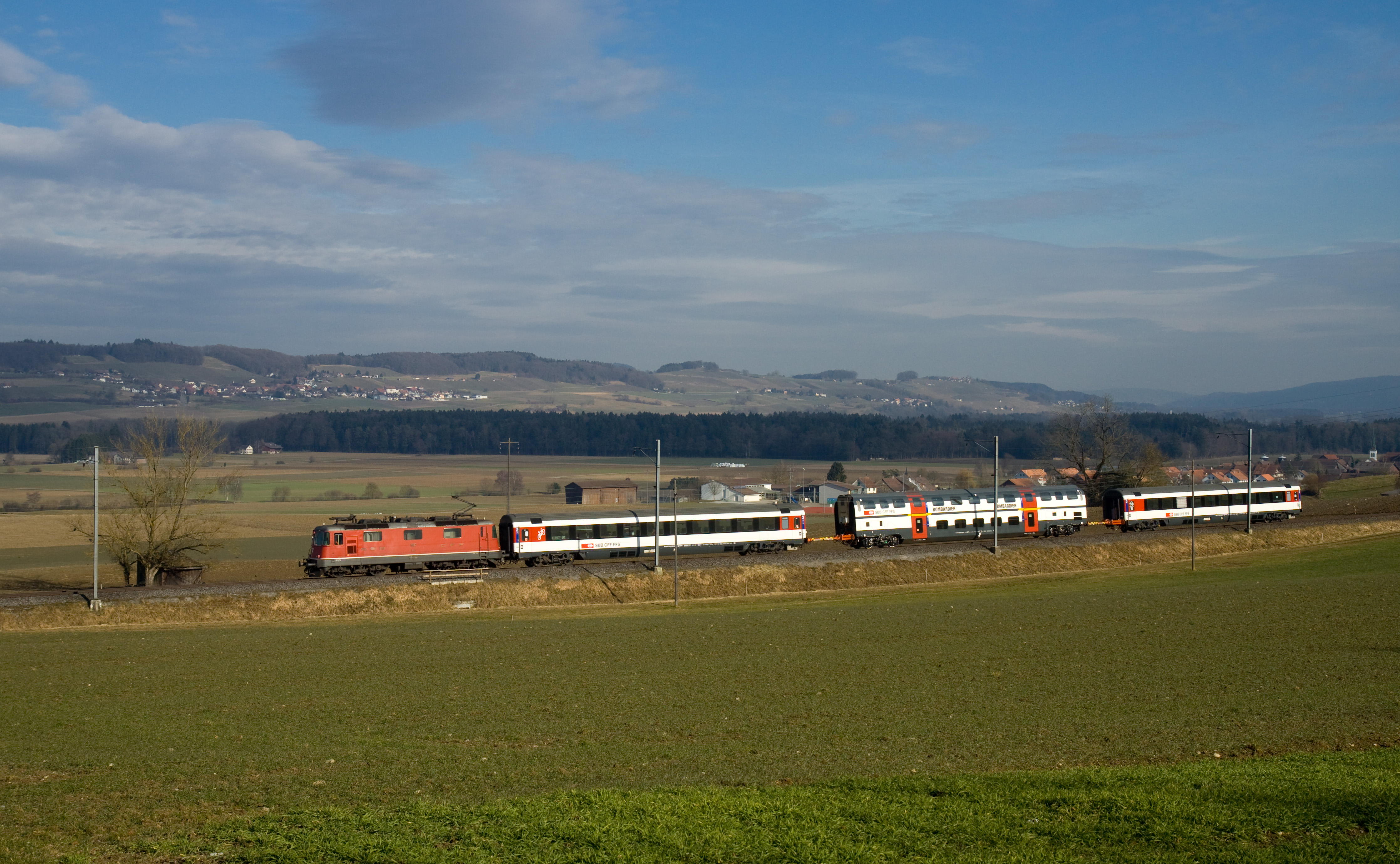
Corsa prova per una vettura IC2000 modificata con carrelli WAKO

Gli elettrotreni sono stati prodotti in tre versioni: 23 esemplari della versione IC200, classificati RABDe 502 001 ÷ 023, sono destinati ai servizi InterCity, 30 esemplari della versione IR200, classificati RABe 502  201 ÷ 230, e 9 esemplari della versione IR100, classificati RABe 502  401 ÷ 409, sono destinati ai servizi InterRegio e RegioExpress. La denominazione identifica la lunghezza dei convogli, composti da 8 elementi per un totale di circa 200 metri oppure da 4 elementi per circa 100 metri complessivi. I convogli possono essere accoppiati tra loro per aumentare la capacità di trasporto. La potenza è distribuita su 12 o 6 motori.
I carrelli sono dotati di un sistema di compensazione attiva del rollio sviluppato da Bombardier denominato FLEXX Tronic WAKO che consente ai convogli di inclinarsi in curva fino a 2°. Il sistema è entrato in fase di collaudo nel 2011; a partire dall'immissione in servizio dei primi treni il personale viaggiante e i passeggeri lamentavano scarsi livelli di comfort causati dal sistema di compensazione, che genera vibrazioni e produce inclinazioni non congruenti con il raggio di curvatura, dando luogo ad accelerazioni eccessive percepite specialmente al piano superiore. Nel 2022 le FFS hanno annunciato che avrebbero rimosso il sistema di compensazione del rollio a causa dei problemi che induce e della successiva perdita di comfort.
Tutti i posti a sedere hanno accesso a prese di corrente, inoltre sono presenti depositi attrezzati per biciclette e passeggini e WC con fasciatoi lungo tutto il treno. Sugli IC200 una carrozza ospita un ristorante e uno spazio per le famiglie.